# Super Paper Mario
Super Paper Mario is een platform/RPG-videospel voor de Wii, ontwikkeld door Intelligent Systems en uitgegeven door Nintendo. Het spel is sinds 9 april 2007 verkrijgbaar in Amerika en 19 april in Japan en werd op 14 september 2007 in Europa uitgebracht en is duidelijk gebaseerd op de vorige Paper Mariospellen en Super Mario Bros.. 2D en 3D worden in de gameplay afgewisseld met elkaar en zo kan Mario geheime doorgangen, buizen en dergelijke vinden. In tegenstelling tot vele andere mariospellen is er geen tweespelerfunctie.

## Verhaal
Luigi, Bowser, en Princess Peach zijn gekidnapped door hoofdschurk Count Bleck. Deze heeft controle over een machtig boek genaamd de Dark Prognosticus. Count Bleck arrangeert een huwelijk tussen Peach en Bowser. Zoals voorspeld in de Dark Prognosticus zal dit huwelijk het Chaos Heart oproepen, dat Count Bleck gebruikt om een zwart gat te openen. Dit zwarte gat staat bekend als The Void wat uiteindelijk kan groeien om het universum te vernietigen.

## Doel
Het hoofddoel in het spel is om de acht Pure Hearts te verzamelen. In elk hoofdstuk zit een hart verstopt die gebruikt kan worden om toegang te krijgen tot het volgende hoofdstuk. Elk gedeelte is verbonden met een centrale plaats; een dorp genaamd Flipside.

## Ontwikkeling
Super Paper Mario werd ontworpen met het idee om de look van de Paper Mario serie te combineren met een nieuwe speelstijl. Tijdens een treinrit kwam hoofdregisseur Ryota Kawade op het idee om 2D af te wisselen met 3D. Toen producent Kensuke Tanabe van dit idee hoorde, besloot hij om er een actie-avonturenspel van te maken, met enkele rollenspel elementen om het in de Paper Mario franchise te passen. Kawade en Tanabe dachten dat deze elementen, evenals de mogelijkheid om tussen 2D en 3D te wisselen, het spel toegankelijker zouden maken.

## Ontvangst
Recensies voor Super Paper Mario waren algemeen gezien positief. Per 31 maart 2008 was het spel wereldwijd 2,28 miljoen keer verkocht, waarvan een half miljoen exemplaren verkocht in japan.

## Trivia
Vroege PAL-kopieën van het spel bevatten een fout als de taal wordt ingesteld op Engels, Duits of Spaans. In hoofdstuk 2-2 loopt het spel vast wanneer Mario spreekt met Mimi zonder eerst de sleutel op te pakken. Nintendo of Europe bood aan het spel kosteloos om te ruilen voor een verbeterde versie.